# Есет Котібарули
Есе́т Котібарули (каз. Есет Көтіба́рұлы, у російських джерелах Есет Котібаров, Ісет Кутебаров; 1807—1888) — казахський батир, старшина казахського роду Шекти, ватажок антиколоніального повстання 1853—1857 років, лідер національно-визвольного руху казахів.

## Біографія
Есет Котібарули народився у 1807 році в сім'ї батира і відомого барантача Котібара з роду шекти (чіклі) Молодшого жузу. Есет за життя свого батька був йому товаришем, а після його смерті пішов по його стопах. Есет користувався великим авторитетом не тільки серед свого роду, але й серед представників інших казахських родів — адай, табин, шомекей, торткара, кишкене-шекти тощо.

### Участь у національно-визвольному русі 1830-х— 1850-х років
У 1838 році Есет разом з Жоламан-батиром здійснив напад на Ілецьке укріплення. Проти нього була споряджена військова експедиція, яка завдала серйозної поразки, але не змогла остаточно придушити повстання.
В ході повстання Кенесари Касимова у 1837—1847 роках Есет-батир також брав участь у боротьбі з російським колоніалізмом. Його участь у повстанні, основною тактикою якого були в партизанські набіги на каравани і козацькі станиці та поселення, тривала до 1842 року. Припинення допомоги Кенесари Есетом Кенесари можливо було викликано бажанням поліпшити відносини з росіянами.
У 1846 році Есет Котібарули захотів рішуче зблизитися з росіянами і почав припиняти свої зв'язки з хівинцями. Через протидію султана Арслана Джантюрина, прохання Есета про кочів'я у верхів'ях Емби і в Мугоджарах не була задоволена. Від цього страждало господарство його прибічників. У 1847 році Есета нагородили золотою медаллю, але завдяки все тому ж султану Джантюрину, медаль так і не була йому видана, і Есет знову став налагоджувати відносини з хівинцями.
У 1847—1858 роках Есет-батир очолив повстання казахів Молодшого жузу проти колоніального гніту Російського уряду. У 1848 році хівинський диван-бегі Бек-Ніяз в посланні до шектинських біїв вимагав від них у всьому підкорятися Есету. Вимоги Есета про видачу медалі та щодо зручних кочів'їв були відкинуті генералом Обручевим і він був змушений кочувати в пісках Борсуки У 1853—1854 роках повсталі казахи Молодшого жузу під проводом Есет-батира вели бої з силами прикордонної царської адміністрації. Активна боротьба Котібарули проти російської колонізації стала перешкодою на шляху просування російських військ до Аральського моря.
У травні 1853 року для придушення повстання були спрямовані султан Араслан Джантюрин, два козацьких загони і 200 казахів, очолювані султаном Таукіним, майором Михайловим з Уральського укріплення і 600 казахів під керівництвом султана Касимова. Есет-батир завчасно відправив 800 воїнів їм назустріч. Збройний похід карального загону закінчився безуспішно.
Зиму 1853—1854 років Есет провів у пісках Великих Борсуків, де він володів урочищем Екі-Чингіль, в якому мав постійну зимівлю. Навесні 1854 року чисельність повстанців досягла 1500 осіб. Вони висунули Російському уряду умови скасувати податок за дим, зупинити відправку каральних загонів в казахські степи, надати свободу користування пасовищними землями і можливість вільної кочівлі на берегах річок Емба, Ілек, Хобда, Урал.
Навесні 1854 року проти нього був відправлений каральний загін під командуванням барона Врангеля. Нерівні сили змусили Есета Котібарули вести переговори, де він дав обіцянку добровільно з'явитися до генерал-губернатора. Пізніше Есет знову почав підготовку до військових дій. Повстанці продовжували набіги на військові укріплення, гнали коней, нападали на російські козачі загони. 21 серпня 1854 року брати Сатай і Матай з групою з 60 сарбазів напали на Уральське укріплення. У 1855 році повстанці на чолі з Ерназаром Кенжалиули розгромили козачий загін Ткачова.

### Повстання 1855—1858 років
В 1855—1858 роках казахи під проводом Котібарули виступили проти каральних загонів, що вийшли з Оренбургу на територію Молодшого жузу.
У червні 1855 року оренбурзький генерал-губернатор дав завдання султанові Молодшого жузу Джантюрину схопити Есета. Каральний загін, спрямований оренбурзькою владою, жорстоко розправився з мирним населенням казахських аулів. Дізнавшись про це, Есет зібрав з загін з півтори тисячі шектинців і оточив загін Арслана Джантюрина. Казахам султанського загону була дана можливість втекти і вони відразу цим скористалися. Нелюбимий простим народом султан залишився разом з козачим загоном у вісімдесят сабель. Через віддаленості від табору султана, козаки не змогли допомогти Джантюрину і той був зарубаний Есетом і кількома його соратниками.
У березні 1857 року степовий суд засудив Актибая Есмамбетова, Кулшика Каріна і Ерубая Айнакулова до розстрілу. У березні того ж року Кенжалин, Бекет Серкебаев та інші соратники Есета відправлені у заслання в Сибір. У вересні 1857 року загін росіян несподівано напав на табір Есет-батира і знищив аули казахів, що приєдналися до нього. Есет з невеликим загоном зумів врятуватися і відступив до кордону з Хівинским ханством. Після цього розгрому, навесні 1858 року генерал-губернатор Оренбурзької і Самарської губерній О. А. Катенін оголосив Есету Котібарули амністію, виставивши умовою повне припинення опору. У 1858 році Есет Котібаров капітулював.
На сторінках «Колокола» Олександр Герцен про це писав:
| «Аугсбургська газета» розповідає про страх, наведений на селян в Оренбурзькій губернії поширився слухом про киргизьке повстання і набіг. І через кілька днів та ж газета говорить про амністію Ісету Кутібарову. Шкода, що вона не повідомила страшну історію — чому Ісет Кутібаров відкочував до Хівинського кордону. З часів старозавітних воєн або монгольських набігів нічого не було гнусніше в лютості, як набіг полковника Кузміна і майора Деришева, яким заправляв (ще при Перовському), сидячи в своїй канцелярії, колишній помічник Липранди — Григор'єв. Цей кривавий епізод ще чекає опису. Оригінальний текст (рос.) «Аугсбургская газета» рассказывает о страхе, наведенном на крестьян в Оренбургской губернии распространившимся слухом о киргизском восстании и набеге. И через несколько дней та же газета говорит об амнистии Исету Кутибарову. Жаль, что она не сообщила страшной истории — почему Исет Кутибаров откочевал к хивинской границе. Со времен ветхозаветных войн или монгольских набегов ничего не было гнуснее в свирепости, как набег полковника Кузмина и майора Дерышева, которым заправлял (еще при Перовском), сидя в своей канцелярии, бывший помощник Липранди — Григорьев. Этот кровавый эпизод еще ждет описания. |
Есет Котібаров з'явився до Катеніна з повинною, прийняв мирні умови російської влади і був помилуваний. 24 серпня 1859 року з групою султанів, біїв  він був на прийомі у Олександра II в Санкт-Петербурзі. Михайло Терентьєв називає причиною «смиренності» Есета не амністію, а «енергійні переслідування загонів, що спиралися на степові укріплення […] Він був оточений з одного боку загонами самого Катеніна і Ігнатьєва (що йшли у Хіву), а з іншого Скрябіна (штабс-капітан корпусу топографів)».
«Росіяни в Середній Азії» (Лондон, 1865) згадує:
| Ця людина, яка в 1859 році протягом свого візиту в Санкт-Петербург привернула величезну увагу публіки, протягом 20-и років тримала степ в безперервному стані страху і нервового напруження. […] Катенін, наступник Перовського, побачив труднощі і майже неможливість захоплення Котібарова на Устюрті російськими загонами особливого призначення (спецназу), розглянув ці події належним чином і вирішив досягти примирення з бунтівним лідером і пообіцяв йому прощення… Оригінальний текст (рос.) Этот человек, который в 1859 году в течение своего визита в Санкт-Петербург привлёк огромное внимание публики, в течение 20-и лет держал степь в беспрерывном состоянии страха и нервного напряжения. […] Катенин, следовавший за Перовским, увидел трудность и почти невозможность поимки Котибарова на Устюрте русскими отрядами особого назначения (спецназа), рассмотрел эти события надлежащим образом и решил достигнуть примирения с мятежным лидером и пообещал ему прощение… |

### Останні роки життя
У 1861 році Есет був призначений керівником роду кабак (підрозділ роду шекти), у 1869 році — помічником Іргизського повітового начальника. У 1857 році Есет Котібарули отримав у нагороду від генерал-ад'ютанта Катеніна оксамитовий кунтуш з позументом, у 1859 році від нього — 300 рублів сріблом, у 1860 році від генерал-губернатора Безака — срібну чашку для кумису і 100 рублів сріблом, у 1861 році від нього ж — срібний піднос і чашку для кумису, у 1862 році — золотий годинник, а в 1873 році за участь у хівинському поході удостоєний золотої медалі «За старанність». У 1879 році звільнений від займаної посади. Похований на родинному кладовищі в урочищі Шолакжиде Шалкарского району Актюбінської області.

## Характер і особисті якості
У праці «Матеріали для географії і статистики Росії, зібрані офіцерами Генерального штабу» Есет Котібаров описується як «простий киргиз» і представник «демократичного елементу» в казахському народі. Він названий «спритним вождем», але ніяк не «главою народу», який піклується про своїх співвітчизників. За винятком роду шекти, його вплив ґрунтується більше на страху, ніж на любові і повазі. Джерелом його не зовсім чистих доходів вказані грабіжницькі набіги на каравани, викрадення козацьких коней і скотокрадство (баримта) у ворожих казахських родів.